# 临清西清真寺
临清西清真寺，位于山东省聊城市临清市卫运河东岸，是中华人民共和国山东省文物保护单位之一。
1992年6月12日，授予山东省文物保护单位，是一座古建筑及历史纪念建筑。